# ام اود

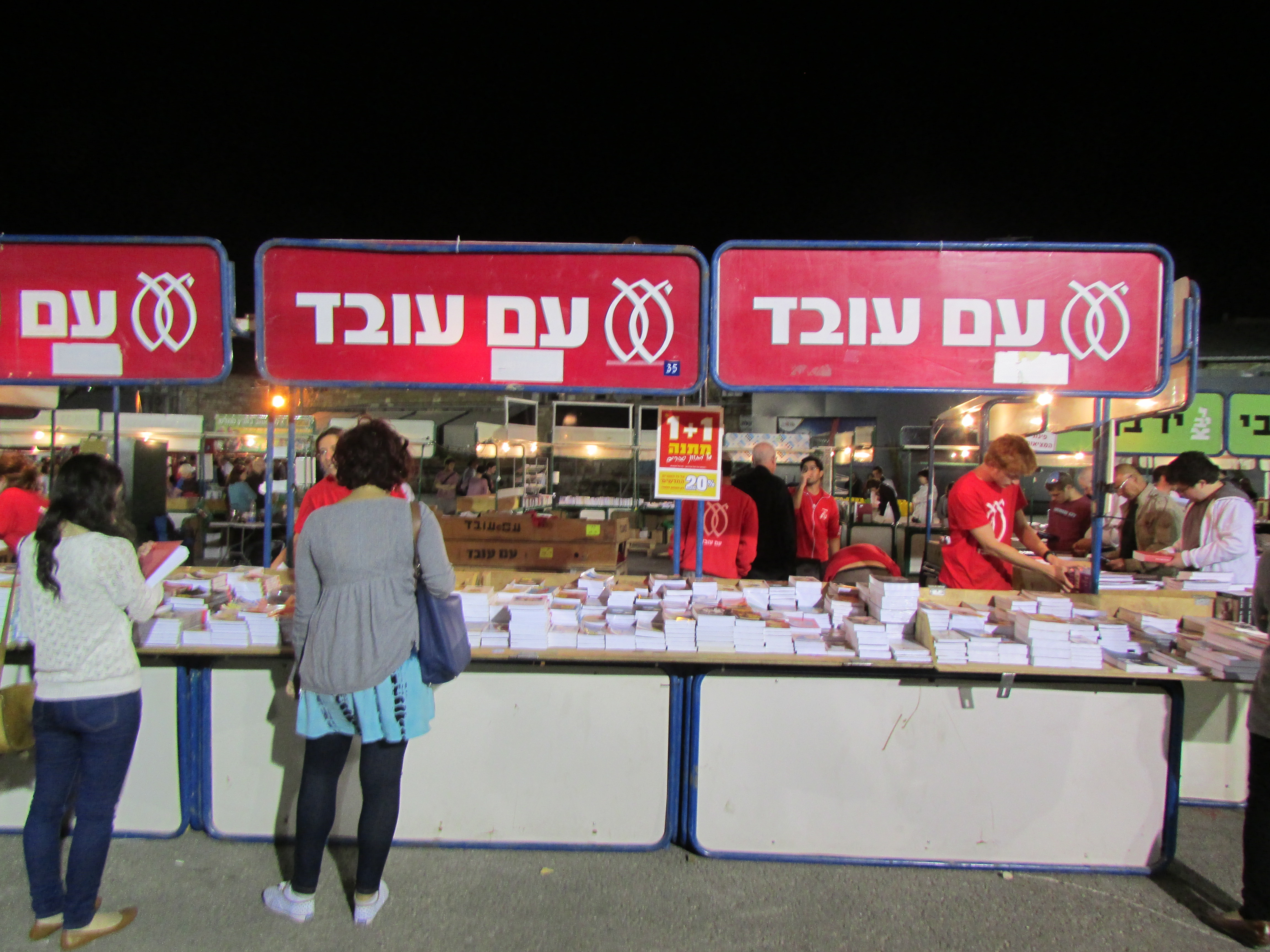
غرفه ام اود در هفته کتاب عبری

ام اود ("مردم کارگر") یک موسسه انتشاراتی اسرائیلی است.

## تاریخچه
ام اود در سال ۱۹۴۲ توسط برل کاتزنلسون، که اولین سردبیر آن بود، تأسیس شد. این سازمان به عنوان ارگان هیستادروت، فدراسیون کارگری اسرائیل، با هدف انتشار کتاب‌هایی ایجاد شد که «نیازهای معنوی مردم کارگر را برآورده کند». امروز ام اود به دنبال «غنی کردن تجربه فرهنگی خوانندگان عبری از همه اقشار با کتاب‌های با کیفیت بالا و بسیار جذاب در ژانرهای مختلف است».
ام اود یکی از مؤسسات انتشاراتی پیشرو در اسرائیل است که سالانه حدود ۱۰۰ عنوان جدید به اضافه ۲۵۰ چاپ مجدد از آثار کلاسیک ادبیات عبری و ادبیات جهانی در ترجمه دارد. شناخته شده‌ترین مجموعهٔ آن «سیفریه لعام» (کتابخانه مردمی) است که مجموعه ای از کتاب‌های داستانی در قالب چاپ شومیز است که از بسیاری جهات شبیه به پنگوئن است.